# Атанас Албански
Атанас Якимов Албански е български революционер, войвода на Вътрешната македоно-одринска революционна организация и на Вътрешната македонска революционна организация.

## Биография
Албански е роден в 1880 година в гостиварското село Горно Йеловце. Завършва скопското българско педагогическо училище и става български учител в Скопие. Влиза във ВМОРО и става член на Скопския окръжен революционен комитет. През Илинденско-Преображенското въстание е войвода в Тетовско и Гостиварско. След въстанието от 1904 година е секретар на четата на Ванчо Сърбаков, а от 1907 година - на Иван Алябака.
| Чета на Атанас Албански, 30 март 1904 година | Чета на Атанас Албански, 30 март 1904 година | Чета на Атанас Албански, 30 март 1904 година | Чета на Атанас Албански, 30 март 1904 година | Чета на Атанас Албански, 30 март 1904 година |
| Номер                                        | Име                                          | Селище                                       | Околия                                       | Забележка                                    |
| -------------------------------------------- | -------------------------------------------- | -------------------------------------------- | -------------------------------------------- | -------------------------------------------- |
| 1.                                           | Атанас Албански                              | Горно Еловци                                 | Гостиварска                                  |                                              |
| 2.                                           | Коце Зафиров                                 | Тетово                                       | Тетовска                                     |                                              |
| 3.                                           | Трифун Петров                                | Сетуле                                       | Тетовска                                     |                                              |
| 4.                                           | Георги Иванов                                | Непрощено                                    | Тетовска                                     |                                              |
| 5.                                           | Филип Божинов                                | Непрощено                                    | Тетовска                                     |                                              |

По време на Първата световна война е начело на пункта на Партизанския отряд на Единадесета пехотна македонска дивизия в Тетово.
По случай 15-ата годишнина от Илинденско-Преображенското въстание за заслуги към постигане на българския идеал в Македония през Първата световна война в 1918 година, Атанас Албански е награден с орден „Свети Александър“.
На 15 март 1925 година е избран за подпредседател в настоятелството на Тетовското-Гостиварско благотворително братство.
От 1928 до 1934 година е пълномощник на Централния комитет на ВМРО в Петрич.
Неговата съпруга Д. Албанска е в ръководството на Македонския женски съюз към 1932 година.